# Роберт Елліот
Річард Роберт Елліот (9 жовтня 1879 Колумбус, штат Огайо, США — 15 листопада 1951 Лос-Анджелес, Каліфорнія, США) — американський актор. Він знявся у 102 голлівудських фільмах і телешоу з 1916 по 1951 рік.

## Життя та кар'єра
Народився він Річардом Робертом Елліоттом  у 1879 році в Колумбусі, штат Огайо . Більшість його головних ролей були в німій епосі кіно, в епоху звуку він здебільшого виконував другорядні ролі. На сцені він створив персонажа сержанта О'Хари напроти Джинн Ігелс у п'єсі Сомерсета Моема " Дощ " (1922).
Активно з'являвся у фільмах з 1916 року, Елліот зіграв детектива Кросбі в повнометражному фільмі 1928 року " Вогні Нью-Йорка ", першому звуковому фільмі, що розмовляє. Однією з його найпомітніших ролей була роль офіцера Янкі, який грає в карти з Реттом Батлером (Кларк Гейбл) у фільмі " Віднесені вітром ". Офіцер каже про Ретта: «Важко бути суворим з людиною, яка так приємно втрачає гроші».

## Особисте життя
Елліот був одружений з Рут Торп (1889—1971) з 1920 року до своєї смерті в 1951 році у віці 72 років у Лос-Анджелесі, Каліфорнія.